# Grytnäs landskommun
Grytnäs landskommun var en tidigare kommun i dåvarande Kopparbergs län.

## Administrativ historik
Kommunen inrättades 1863 i Grytnäs socken i Folkare härad i Dalarna då 1862 års kommunalförordningar trädde i kraft.
Kommunen påverkades inte av kommunreformen 1 januari 1952.
Den 1 januari 1959 överfördes från Folkärna landskommun ett obebott område (Skjettbäckarna 1:2, 2:1 3:2-3:4) omfattande en areal av 0,22 kvadratkilometer, varav allt land.
Landskommunen upphörde 1 januari 1967 när den uppgick i Avesta stad.
Kommunkoden 1952-1966 var 2003

### Kyrklig tillhörighet
I kyrkligt hänseende hörde Grytnäs landskommun till Grytnäs församling.

## Kommunvapen
Blasonering: I rött fält en av vågskuror bildad bjälke, åtföljd ovanför av ett kugghjul mellan två rågax och nedanför av en gryta, allt av guld.
Vapnet fastställdes för kommunen år 1947.

## Geografi
Grytnäs landskommun omfattade den 1 januari 1952 en areal av 103,40 km², varav 95,00 km² land.

### Tätorter i staden 1960
I Grytnäs landskommun fanns del av tätorten Avestaa, som hade 3 104b invånare i kommunen den 1 november 1960. Tätortsgraden i kommunen var då 65,6 procent.

## Politik

### Mandatfördelning i valen 1938-1962
| 11 | 4 | 5 | 2 | 1 |

| 23 |

| 2 | 14 | 5 | 1 | 1 |

| 22 |

| 4 | 12 | 5 | 1 | 1 |

| 20 |

| 2 | 15 | 5 | 3 |

| 21 | 4 |

| 3 | 14 | 4 | 3 |  |

| 24 |

| 2 | 14 | 5 | 2 | 2 |

| 21 | 4 |

| 2 | 15 | 5 | 2 |  |

| 22 |